# Kathryn McGuire
Kathryn McGuire (6 de diciembre de 1903 - 10 de octubre de 1978) fue una bailarina y actriz estadounidense del cine mudo. 

## Inicios
Nació en Peoria (Illinois), en el seno de una familia sin antecedentes ni experiencia en la actuación. A una edad temprana, su familia se trasladó a Aurora, Illinois, y después a Chicago. Kathryn recibió su educación en el Jennings Seminary de Aurora. Cuando ella se graduó con catorce años, sus padres estaban preparados para trasladarse a California.
Kathryn estaba muy interesada en la danza y tomó clases al llegar a California. Aun después de que su carrera cinematográfica se consolidara, continuó en contacto con la danza.

## Carrera
Mientras estudiaba en la Hollywood High School, participó en una exhibición en el Hotel Maryland de Pasadena (California). Entre los espectadores se encontraba Thomas H. Ince, quien inmediatamente ofreció a Kathryn un número para ella sola en una de sus producciones. Su habilidad con el baile le facilitó encontrar trabajo, además de con Ince, con la Universal y con Mack Sennett. Fue Sennett quien se dio cuenta de que Kathryn tenía dotes interpretativas después de que ella hiciera un número en una comedia producida por Sennett. 
Su primer papel serio llegó en "The Silent Call". Probablemente es mejor recordada por los papeles de La Chica y de Betsy O'Brien, junto a Buster Keaton, en "Sherlock Jr. (EL moderno Sherlock Holmes)" y "The Navigator (El navegante)", respectivamente. También trabajó junto a Gladys Walton en "Playing with Fire", para la Universal, así como en "The Lass o' Lowries", con Priscilla Dean. En 1930, sin embargo, su carrera cinematográfica había concluido. 
Fue seleccionada como una de las WAMPAS Baby Stars en 1922.
Kathryn estuvo casada con George Landy, y el matrimonio duró hasta la muerte de él en 1955.
Kathryn McGuire falleció a causa de un cáncer en 1978 en Los Ángeles, California.